# Рієнь (комуна)
Рієнь, Рієні (рум. Rieni) — комуна у повіті Біхор в Румунії. До складу комуни входять такі села (дані про населення за 2002 рік):
- Валя-де-Жос (623 особи)
- Гігішень (963 особи)
- Кукучень (84 особи)
- Петрілень (571 особа)
- Рієнь (590 осіб) — адміністративний центр комуни
- Судріджу (359 осіб)

Комуна розташована на відстані 370 км на північний захід від Бухареста, 68 км на південний схід від Ораді, 90 км на захід від Клуж-Напоки, 130 км на північний схід від Тімішоари.

## Населення
За даними перепису населення 2002 року у комуні проживали 3190 осіб.
Національний склад населення комуни:
| Національність | Кількість осіб | Відсоток |
| -------------- | -------------- | -------- |
| румуни         | 2876           | 90,2%    |
| цигани         | 308            | 9,7%     |
| угорці         | 5              | 0,2%     |
| українці       | 1              | < 0,1%   |

Рідною мовою назвали:
| Мова       | Кількість осіб | Відсоток |
| ---------- | -------------- | -------- |
| румунська  | 2983           | 93,5%    |
| циганська  | 203            | 6,4%     |
| угорська   | 3              | 0,1%     |
| українська | 1              | < 0,1%   |

Склад населення комуни за віросповіданням:
| Релігія            | Кількість осіб | Відсоток |
| ------------------ | -------------- | -------- |
| православні        | 2969           | 93,1%    |
| п'ятдесятники      | 184            | 5,8%     |
| баптисти           | 30             | 0,9%     |
| реформати          | 3              | 0,1%     |
| греко-католики     | 2              | 0,1%     |
| не вказали релігію | 1              | < 0,1%   |